# Rothenstein (Adelsgeschlecht)

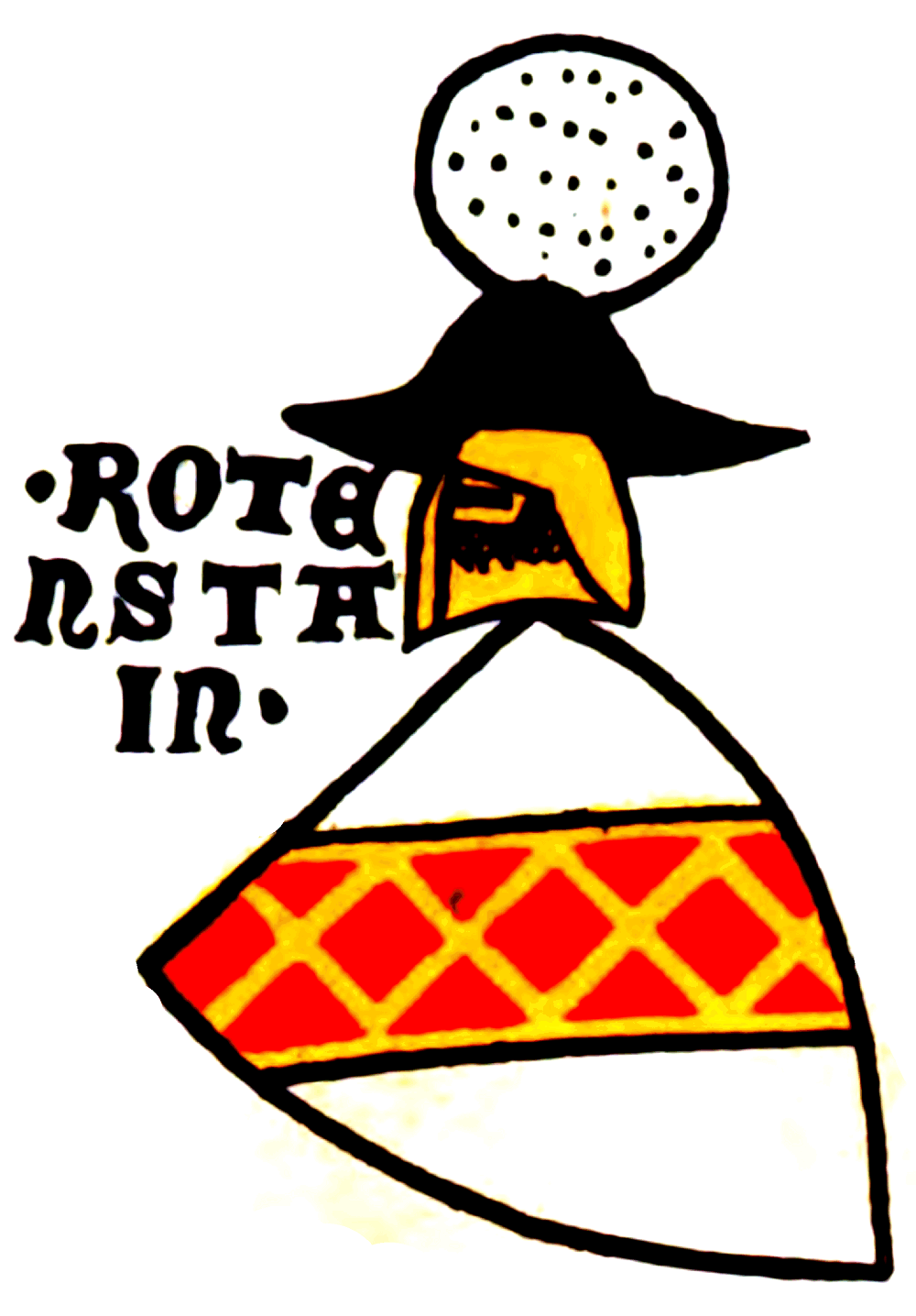
Wappen derer von Rothenstein, Zürcher Wappenrolle, ca. 1340

Rothenstein (der Name wird in der Literatur in verschiedenen Varianten genannt, so „Rotenstein“, „Rotenstain“ oder „Rottenstein“) ist der Name eines schwäbischen Adelsgeschlechts, dessen Stammburg die Burg Rothenstein bei Bad Grönenbach war. Erstmals in Erscheinung trat das Adelsgeschlecht im 13. Jahrhundert und bestand bis zur zweiten Hälfte des 16. Jahrhunderts in männlicher Linie fort. Nach dem Tod Ludwigs von Rothenstein im Jahr 1482 ging der Großteil der Besitzungen an das Adelsgeschlecht der Pappenheimer über. Die Besitzungen der Rothensteiner befanden sich hauptsächlich im heutigen Regierungsbezirk Schwaben, teilweise auch in der Schweiz und in Kärnten.
Das schwäbische Adelsgeschlecht Rothenstein ist nicht zu verwechseln mit anderen Adelsgeschlechtern gleichen oder ähnlichen Names. So existierte unter anderem in Franken ein Adelsgeschlecht mit ähnlichem Namen, die Zollner von Rottenstein. Bis in das 17. Jahrhundert gab es die Herren von Rodenstein im heutigen Südhessen.

## Geschichte

### Ursprung

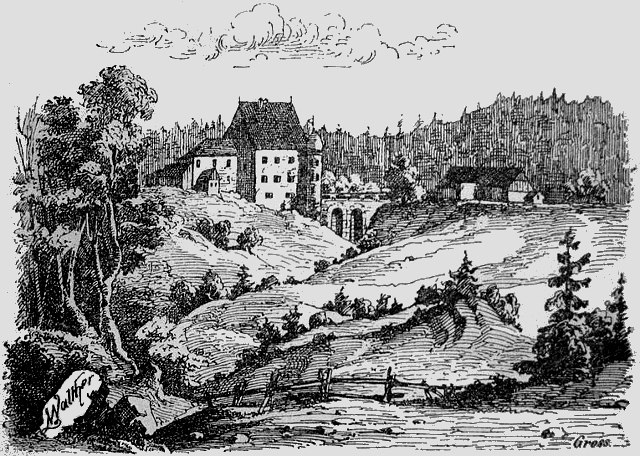
Burg Rothenstein vor dem Einsturz 1873

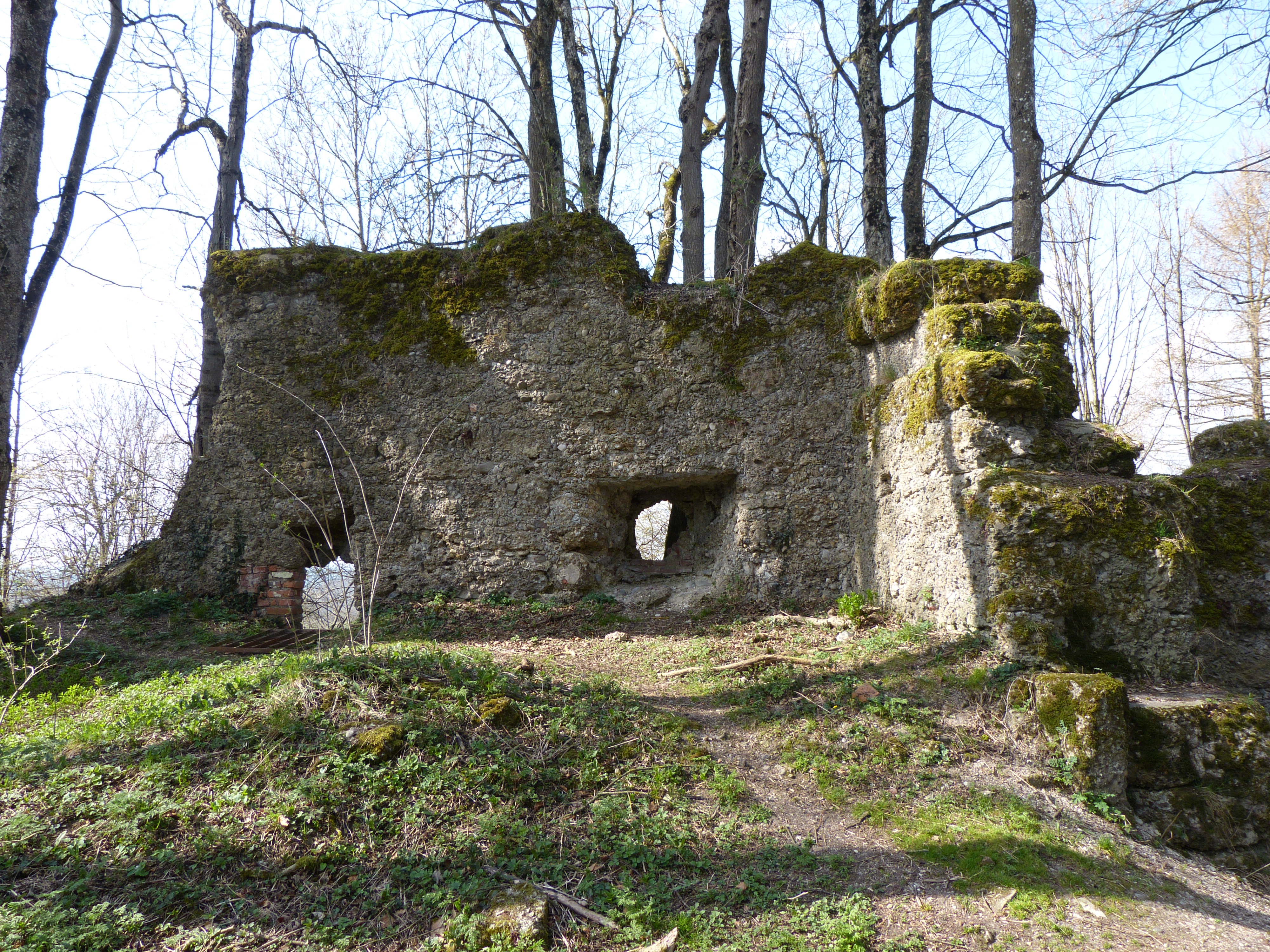
Ruinen der Burg Rothenstein, 2016

Einer der ersten Nachweise über das Adelsgeschlecht von Rothenstein stammt aus einer Urkunde über ein Falllehen zu Eschachthal im heutigen Landkreis Oberallgäu. Dort werden die Brüder Ludwig, Hermann und Konrad von Rothenstein als Dienstmannen des Stifts Kempten 1239 genannt. Sie waren 1277 als Schiedsmänner und Zeugen Teilnehmer an Verhandlungen über den Kemptener Wald. Seinen Stammsitz hatte das Adelsgeschlecht auf der Burg Rothenstein, im heutigen Landkreis Unterallgäu, zwischen Bad Grönenbach und Legau, rechts der Iller gelegen. Von der Burg, die am 9. März 1873 durch eine Erdsenkung einstürzte, existiert nur noch eine Ruine.
Die gesicherte Stammfolge beginnt 1293 mit Konrad, dem Gubernator des Klosters Kempten. Er gab seine Einwilligung zum Verkauf des stiftkemptischen Lehens Roth. Die Burg und die halbe Stadt Babenhausen, die er im Jahr 1315 von Heinrich von Schöneck erwarb, war eine seiner umfangreicheren Erwerbungen. Von Konrad ist von 1319 überliefert, dass er Zeuge bei der Sühne zwischen der Stadt und den Rittern von Schwangau war. Herzog Leopold I. von Österreich übergab im Jahr 1323 den Burgstall in Woringen „samt drei Mark Geldes“ als rechtes Burglehen mit der Bedingung, dass Konrad zwei Burgen erbauen musste. Davon sollte eine Herzog Leopold gehören, diese jedoch bis zur Ablösung in Höhe von 520 Mark Silber und Erstattung der Baukosten verpfändet bleiben. Im Jahr 1330 verpflichtete er sich, nicht mehr an der Fehde der Herren von Hirschdorf gegen die Stadt Memmingen teilzunehmen. Neun Jahre später, 1339, erwarb er die Güter von Sulzberg zu Martinszell. Vermählt war Konrad mit einer Adelheid. Er, seine Ehefrau und der gemeinsame Sohn Konrad veräußerten 1343 ihr Lehensgut vom Stift Kempten in Masers. Seine Besitztümer vererbte er seinen Söhnen Ludwig, Heinrich, Konrad und Friedrich von Rothenstein. Drei der Söhne, Heinrich, Konrad und Friedrich, erwarben 1331 und 1333 von Bruno und Konrad, den Söhnen von Heinrich von Schöneck, die zweite Hälfte von Babenhausen mit allen Mannlehen und übrigen Gütern in der Stadt. Diese Besitzungen gingen später alle von Konrad und Friedrich auf Heinrich von Rothenstein-Babenhausen über. Dieser veräußerte die Stadt Babenhausen 1363 an Albrecht von Rechberg. Damit endeten die Besitztümer der Rothensteiner in Babenhausen.
|                                                |                                                | Ludwig von Rothenstein                         | Ludwig von Rothenstein                         | Ludwig von Rothenstein                         | Ludwig von Rothenstein                         | Ludwig von Rothenstein | Ludwig von Rothenstein |                                             |                                             | Hermann von Rothenstein                     | Hermann von Rothenstein                     | Hermann von Rothenstein                     | Hermann von Rothenstein                     | Hermann von Rothenstein | Hermann von Rothenstein |                                          |                                          | Konrad von Rothenstein                   | Konrad von Rothenstein                   | Konrad von Rothenstein                   | Konrad von Rothenstein                   | Konrad von Rothenstein | Konrad von Rothenstein |                           |                           |                           |                           |                           |                           |          |          |                                 |                                 |                                 |                                 |                                 |                                 |  |  |                                                        |                                                        |                                                        |                                                        |                                                        |                                                        |  |  |  |  |  |  |  |  |  |  |  |  |  |  |  |  |  |  |
|                                                |                                                | Ludwig von Rothenstein                         | Ludwig von Rothenstein                         | Ludwig von Rothenstein                         | Ludwig von Rothenstein                         | Ludwig von Rothenstein | Ludwig von Rothenstein |                                             |                                             | Hermann von Rothenstein                     | Hermann von Rothenstein                     | Hermann von Rothenstein                     | Hermann von Rothenstein                     | Hermann von Rothenstein | Hermann von Rothenstein |                                          |                                          | Konrad von Rothenstein                   | Konrad von Rothenstein                   | Konrad von Rothenstein                   | Konrad von Rothenstein                   | Konrad von Rothenstein | Konrad von Rothenstein |                           |                           |                           |                           |                           |                           |          |          |                                 |                                 |                                 |                                 |                                 |                                 |  |  |                                                        |                                                        |                                                        |                                                        |                                                        |                                                        |  |  |  |  |  |  |  |  |  |  |  |  |  |  |  |  |  |  |
|                                                |                                                |                                                |                                                |                                                |                                                |                        |                        |                                             |                                             |                                             |                                             |                                             |                                             |                         |                         |                                          |                                          |                                          |                                          |                                          |                                          |                        |                        |                           |                           |                           |                           |                           |                           |          |          |                                 |                                 |                                 |                                 |                                 |                                 |  |  |                                                        |                                                        |                                                        |                                                        |                                                        |                                                        |  |  |  |  |  |  |  |  |  |  |  |  |  |  |  |  |  |  |
|                                                |                                                |                                                |                                                |                                                |                                                |                        |                        |                                             |                                             |                                             |                                             |                                             |                                             |                         |                         |                                          |                                          |                                          |                                          |                                          |                                          |                        |                        |                           |                           |                           |                           |                           |                           |          |          |                                 |                                 |                                 |                                 |                                 |                                 |  |  |                                                        |                                                        |                                                        |                                                        |                                                        |                                                        |  |  |  |  |  |  |  |  |  |  |  |  |  |  |  |  |  |  |
|                                                |                                                |                                                |                                                |                                                |                                                |                        |                        |                                             |                                             |                                             |                                             |                                             |                                             |                         |                         |                                          |                                          | Konrad von Rothenstein                   | Konrad von Rothenstein                   | Konrad von Rothenstein                   | Konrad von Rothenstein                   | Konrad von Rothenstein | Konrad von Rothenstein |                           |                           |                           |                           |                           |                           | Adelheid | Adelheid | Adelheid                        | Adelheid                        | Adelheid                        | Adelheid                        |                                 |                                 |  |  |                                                        |                                                        |                                                        |                                                        |                                                        |                                                        |  |  |  |  |  |  |  |  |  |  |  |  |  |  |  |  |  |  |
|                                                |                                                |                                                |                                                |                                                |                                                |                        |                        |                                             |                                             |                                             |                                             |                                             |                                             |                         |                         |                                          |                                          | Konrad von Rothenstein                   | Konrad von Rothenstein                   | Konrad von Rothenstein                   | Konrad von Rothenstein                   | Konrad von Rothenstein | Konrad von Rothenstein |                           |                           |                           |                           |                           |                           | Adelheid | Adelheid | Adelheid                        | Adelheid                        | Adelheid                        | Adelheid                        |                                 |                                 |  |  |                                                        |                                                        |                                                        |                                                        |                                                        |                                                        |  |  |  |  |  |  |  |  |  |  |  |  |  |  |  |  |  |  |
|                                                |                                                |                                                |                                                |                                                |                                                |                        |                        |                                             |                                             |                                             |                                             |                                             |                                             |                         |                         |                                          |                                          |                                          |                                          |                                          |                                          |                        |                        |                           |                           |                           |                           |                           |                           |          |          |                                 |                                 |                                 |                                 |                                 |                                 |  |  |                                                        |                                                        |                                                        |                                                        |                                                        |                                                        |  |  |  |  |  |  |  |  |  |  |  |  |  |  |  |  |  |  |
|                                                |                                                |                                                |                                                |                                                |                                                |                        |                        |                                             |                                             |                                             |                                             |                                             |                                             |                         |                         |                                          |                                          |                                          |                                          |                                          |                                          |                        |                        |                           |                           |                           |                           |                           |                           |          |          |                                 |                                 |                                 |                                 |                                 |                                 |  |  |                                                        |                                                        |                                                        |                                                        |                                                        |                                                        |  |  |  |  |  |  |  |  |  |  |  |  |  |  |  |  |  |  |
|                                                |                                                |                                                |                                                |                                                |                                                |                        |                        |                                             |                                             |                                             |                                             |                                             |                                             |                         |                         |                                          |                                          |                                          |                                          |                                          |                                          |                        |                        |                           |                           |                           |                           |                           |                           |          |          |                                 |                                 |                                 |                                 |                                 |                                 |  |  |                                                        |                                                        |                                                        |                                                        |                                                        |                                                        |  |  |  |  |  |  |  |  |  |  |  |  |  |  |  |  |  |  |
| Johannes von Rothenstein (Deutschherrenritter) | Johannes von Rothenstein (Deutschherrenritter) | Johannes von Rothenstein (Deutschherrenritter) | Johannes von Rothenstein (Deutschherrenritter) | Johannes von Rothenstein (Deutschherrenritter) | Johannes von Rothenstein (Deutschherrenritter) |                        |                        | Heinrich von Rothenstein († kurz nach 1373) | Heinrich von Rothenstein († kurz nach 1373) | Heinrich von Rothenstein († kurz nach 1373) | Heinrich von Rothenstein († kurz nach 1373) | Heinrich von Rothenstein († kurz nach 1373) | Heinrich von Rothenstein († kurz nach 1373) |                         |                         | Ludwig der Alte von Rothenstein (~ 1329) | Ludwig der Alte von Rothenstein (~ 1329) | Ludwig der Alte von Rothenstein (~ 1329) | Ludwig der Alte von Rothenstein (~ 1329) | Ludwig der Alte von Rothenstein (~ 1329) | Ludwig der Alte von Rothenstein (~ 1329) |                        |                        | Friedrich von Rothenstein | Friedrich von Rothenstein | Friedrich von Rothenstein | Friedrich von Rothenstein | Friedrich von Rothenstein | Friedrich von Rothenstein |          |          | Konrad von Rothenstein († 1344) | Konrad von Rothenstein († 1344) | Konrad von Rothenstein († 1344) | Konrad von Rothenstein († 1344) | Konrad von Rothenstein († 1344) | Konrad von Rothenstein († 1344) |  |  | Anna von Rothenstein (Abtissin im Kloster Edelstetten) | Anna von Rothenstein (Abtissin im Kloster Edelstetten) | Anna von Rothenstein (Abtissin im Kloster Edelstetten) | Anna von Rothenstein (Abtissin im Kloster Edelstetten) | Anna von Rothenstein (Abtissin im Kloster Edelstetten) | Anna von Rothenstein (Abtissin im Kloster Edelstetten) |  |  |  |  |  |  |  |  |  |  |  |  |  |  |  |  |  |  |

Die drei Geschwister Ludwig, Hermann und Konrad wurden erstmals 1239 genannt. Wessen Sohn  Konrad war, ist der Literatur nicht eindeutig zu entnehmen.

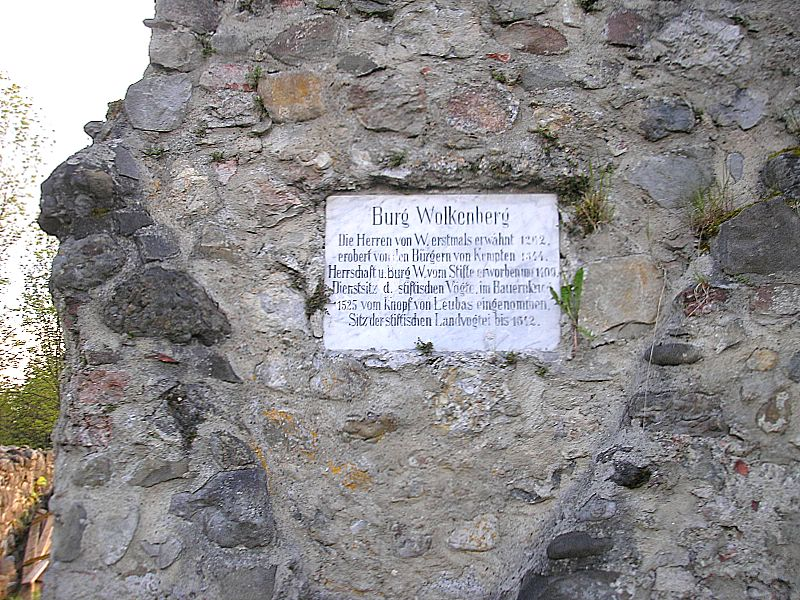
Inschriftentafel an der Burgruine Wolkenberg

Der vierte Sohn Konrads, ebenfalls mit dem Namen Konrad, geriet Anfang der 1340er Jahre mit dem Fürstabt in Kempten in Streit. Er wurde bereits 1339 als Herr von Burg Wolkenberg genannt, die er bald darauf an die Edlen von Dießen verkaufen musste. In diesem Streit erschlug er einen Bürger aus Kempten, woraufhin sich einige Städter rüsteten und gegen die Rothensteiner auf Burg Wolkenberg zogen. Bei dieser Auseinandersetzung geriet der Sohn Konrad in die Gefangenschaft der Bürger und bot ihnen ein umfangreiches Lösegeld für seine Freilassung an. Dieses lehnten die Bürger Kemptens ab und Konrad wurde im Jahr 1344 hingerichtet. Um diese Tat zu rächen, zogen sein Bruder Friedrich, Siegfried und Johannes Thumb von Neuburg, ihr Oheim Märk von Kastelmur, sowie die Grafen Hugo und Rudolf von Montfort, Schwigger und Hug Thumb von Neuburg, deren Schwäger Heinz von Minderdorf und Kuno der Bollerer in den Krieg gegen Abt und Bürger von Kempten. Schwigger Thumb von Neuburg geriet in Gefangenschaft und wurde in Kempten inhaftiert. Er zahlte einen Schadenersatz von 1000 Pfund Pfennigen an die Stadt. Dem Frieden schlossen sich im Jahr 1347 die anderen Verwandten Friedrichs von Rothenstein an.
Johannes von Rotenstein war 1349 urkundlich Komtur zu Beuggen und von 1350 bis 1361 Pfleger in Basel. Im Jahr 1361 war Johannes von Rotenstein Mitglied einer Reiterschar, die Kriegsdienste gegen Sold im Auftrag verschiedener italienischer Herrscher leistete. Anführer der Reiterschar war Heinrich von Eglingen. Über die Reiterschar ist einiges weiteres aus einer Wappenurkunde von 1361 bekannt, das Original der Urkunde wird im Archivio di Stato di Mantova aufbewahrt. Von 1372 bis 1373 war er Komtur auf der Mainau.

### Linien
Joseph Sedelmayer teilt in seiner Ortschronik Geschichte des Marktfleckens Grönenbach das Adelsgeschlecht nach der Zeit Konrads von Rothenstein in verschiedene Linien auf, benannt nach dem Ort ihres jeweiligen Wirkens. In der Literatur werden noch weitere Linien genannt. Alle stammen genealogisch von Konrads Söhnen Ludwig dem Alten und Friedrich ab und haben sich im Laufe der Zeit in diese Linien geteilt:
- Rothenstein-Rotenstein[11]
- Rothenstein-Grönenbach[11]
- Rothenstein-Woringen-Zell[11]
- Rothenstein-Falken-Ittelsburg[12]
- Rothenstein-Albrechts[12]
- Rothenstein-Ebenhofen[12]
- Rothenstein-Babenhausen[13]

Die Besitzungen des Adelsgeschlechtes bestanden nicht nur aus den namensgebenden Ortschaften der genannten Linien, sondern auch aus weiteren Weilern und Ortschaften, oftmals nicht der vollständige Ort, sondern einzelne Güter oder Rechte. Zwischen den genannten Linien bestanden Überschneidungen, so unter anderem verstärkt zwischen Rothenstein-Falken-Ittelsburg und Rothenstein-Ebenhofen.

#### Rothenstein-Grönenbach
Ludwig (der Alte) von Rothenstein, ein Sohn Konrads, kam in den Besitz der Ortschaften Rothenstein, Grönenbach, Woringen und Zell. Er war im Jahr 1330 Zeuge bei der Aussöhnung zwischen Walther dem Wolfsattel und der Stadt Lindau. Vermählt war Ludwig mit Elise von Schwarzenburg, dieser gab er mit Einwilligung des Lehensherrn eine Verschreibung über mehrere stiftkemptische Lehengüter. Elise von Schwarzenburg setzte in einer Verfügung 1343 die sechs gemeinsamen Kinder Ludwig der Jüngere, Heinrich, Friedrich, Hans, Hartmann und Clara als Erben des von ihr eingebrachten Vermögens ein. Als Ludwig der Alte verstarb, wurden seine Besitztümer unter seinen Kindern aufgeteilt: Ludwig der Jüngere erhielt Grönenbach, Friedrich Woringen und Heinrich Rothenstein. Der weitere Sohn Hans wurde Geistlicher und war 1364 Kustor des Klosters in Füssen.
Ludwig der Jüngere, im Besitz des Kirchensatzes von Grönenbach, veräußerte das Lehen 1357 an seinen Onkel Heinrich von Rothenstein-Babenhausen. Heinrich erwarb von Hans Dodel noch weitere Lehen in Grönenbach. Seine restlichen Güter vererbte Ludwig der Jüngere 1391 seinem Neffen Hans Rizner von Memhölz. Wann genau die Rothensteiner den Besitz an Grönenbach verloren haben, ist nicht eindeutig der Literatur zu entnehmen. Heinrich von Rothenstein-Babenhausen verstarb kurz nach 1373. In der Folge wurden Hans Rizner von Memhölz und danach Hans der Syrge von Syrgenstein als Besitzer von Grönenbach genannt. Im Jahr 1384 erwarben die beiden Brüder Ulrich und Konrad, Neffen Ludwigs des Jüngeren, Schloss und Herrschaft Grönenbach von Hans dem Syrgen zurück. Das bei Johann Baptist Haggenmüller genannte Jahr 1391 steht jedoch im Widerspruch zur Aussage, dass Grönenbach bereits 1384 wieder von den Rothensteiner erworben wurde, was in weiterer Literatur genannt wird.

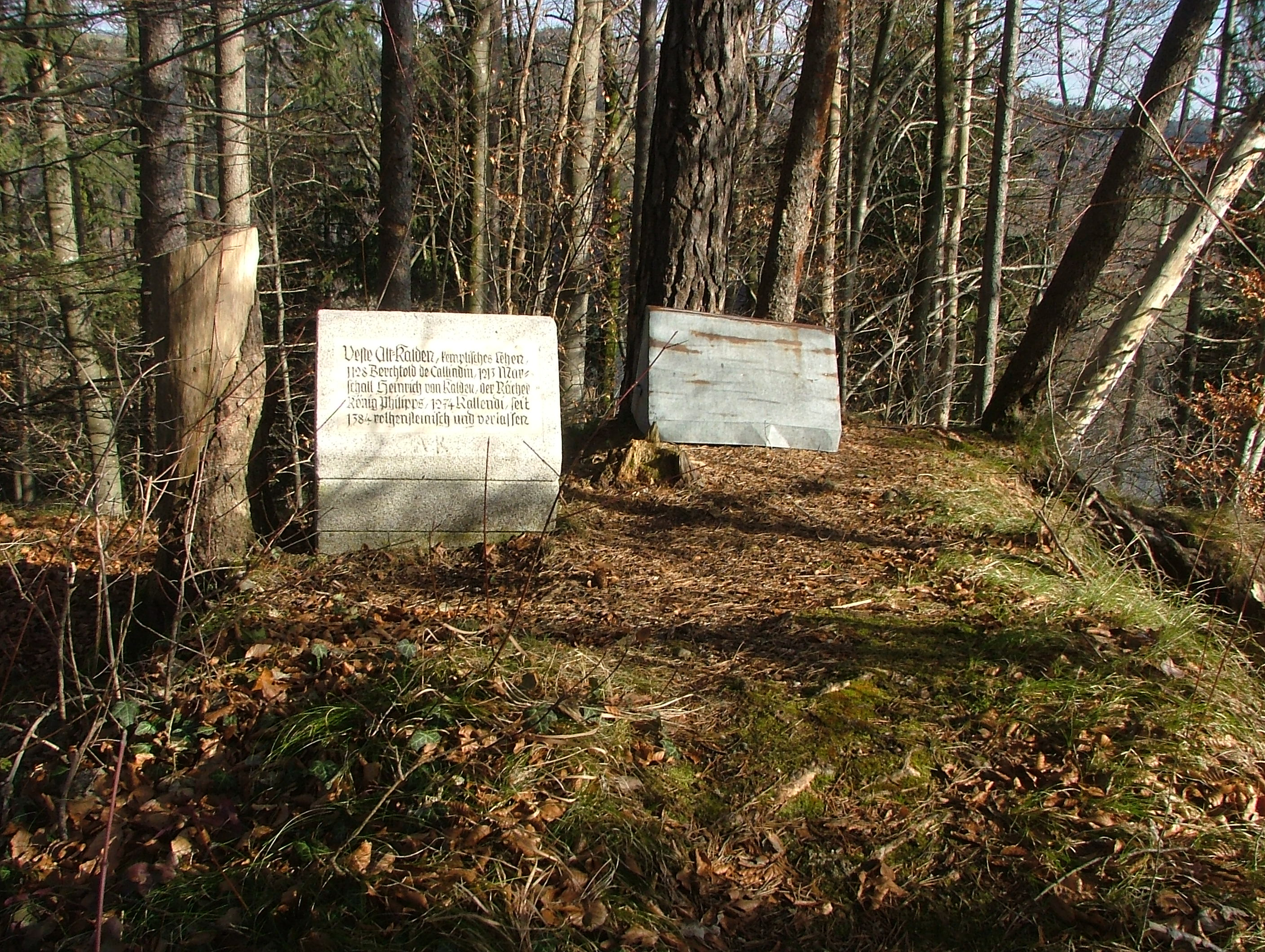
Burgstall der alten Burg Kalden bei Altusried

Der Neffe Ludwigs des Jüngeren, Konrad von Rothenstein, besaß den Kirchensatz und das Vogtrecht der Kirche zu Grönenbach. Er war in erster Ehe mit Ursula von Hattenberg vermählt, mit der er eine Tochter Korona hatte. Diese war zu Woringen mit Marschall Haupt von Pappenheim vermählt. Über Ursula von Hattenberg, deren Adelsgeschlecht im Mannesstamm zu dieser Zeit bereits erloschen war (ihr Vater starb um 1377), kamen die Burg Kalden bei Altusried, sowie weitere Besitztümer an die Rothensteiner. Die sehr umfangreichen Besitzungen derer von Hattenberg vermachte Heinrich von Hattenberg bereits 1370 seiner Schwester Ursula und verpfändete sie noch im gleichen Jahr an Walther von Schwertfürben, einem Bürger aus Memmingen, mit Vorbehalt der Wiedereinlösung. Hans Truchseß von Waldburg und Schwigger von Mindelberg waren Gewährsmänner. Nach dem Tod Heinrichs von Hattenberg brachten sie die verpfändeten Güter durch Klage beim Landgericht an sich. Um die Besitztümer den Rothensteinern zu erhalten, lösten sie 1384 die Brüder Konrad und Ulrich von Rothenstein aus und erwarben sie zurück. Konrad baute seinen Besitz weiter aus und erwarb 1385 von dem Memminger Bürger Jakob Behm die Güter in Fautzen, Raupolz und Bötzlinstal als kemptische Lehen. Des Weiteren erwarb er den Kirchensatz zu Kimratshofen und Altusried. Die Güter, Leute und Rechte zu Kalden, Altusried, Diesenbach und weiterer Orte gab Konrad seiner Ehefrau Ursula als Lehen des Stifts Kempten. Wenn Ursula ohne Leibeserben verstorben wäre, wären sie wieder an Konrad und seinen Bruder Ulrich zurückgefallen. Bei Ursulas Tod erbte sämtliche Lehen die gemeinsame Tochter Korona in Woringen.
Im Jahr 1405 schloss Konrad mit seinem Bruder Ulrich von Rothenstein und seinem Schwiegersohn Haupt von Pappenheim eine Übereinkunft, dass nach dem Tode Christophs von Rothenstein, dem Bruder Konrads und Ulrichs, des Kirchherrn in Grönenbach, die Kirche fortan einem Priester samt Gehilfen verliehen werden sollte. Für den Unterhalt sollte der Priester den großen und den kleinen Zehnten erhalten. In zweiter Ehe vermählte sich Konrad 1402 mit Hildegard von Freundsburg (Frundsberg). Aus dieser Ehe gingen die beiden Söhne Ludwig und Thomas hervor und erbten gemeinsam die Besitzungen ihres Vaters.
Als Konrad – der Vater Koronas aus seiner ersten Ehe und von Ludwig und Thomas aus seiner zweiten Ehe – verstarb, kam es zu Auseinandersetzungen über das väterliche und mütterliche Erbe zwischen Korona und ihren beiden Brüdern. Im Jahr 1409 fand eine Einigung über die Erbteilung zwischen den Geschwistern statt. Die beiden Brüder hatten das Bürgerrecht in Memmingen und wurden daher von ihren Vormündern und Memminger Bürgern Heinrich Faynagg und Hans Walther sowie ihrem Onkel und Erbvogt Ulrich von Rothenstein zu Woringen vertreten. Schiedmänner bei dieser Erbteilung waren unter anderem der Herzog Ulrich von Teck, Heinrich von Schellenberg zu Wageck, Wilhelm von Halle von Nördlingen und Hans Durach, der Bürgermeister von Memmingen. Die Erbteilung von 1409 sah vor, dass Korona und Marschall Haupt von Pappenheim und ihre Erben den Besitz der Burg Kalden, sowie alles, was Konrad links der Iller an Leuten und Gütern besaß, erhielten. Ausgenommen war lediglich eine leibeigene Familie, die die beiden Brüder erhielten. Thomas und Ludwig bekamen die beiden Burgen Rothenstein und Grönenbach mitsamt allen Leuten und Gütern, die Konrad rechts der Iller besessen hatte mit Ausnahme von drei leibeigenen Familien, die an Haupt von Pappenheim kamen. Zusätzlich erhielten Thomas und Ludwig die Rechte an der Fischerei in der Iller, alle Barschaft und zwei Drittel des Silbergeschirrs – das andere Drittel fiel an Korona. Ulrich, der Onkel der drei Geschwister, setzte zur gleichen Zeit Thomas und Ludwig als Erben seines Besitzes zu Woringen ein. Das Haus Österreich und Friedrich VII. von Laubenberg, der Abt des Fürststifts Kempten, stimmten dieser Regelung zu. Von diesen hatte Ulrich die Burg und die Ortschaft als Lehen. Nach dem Tode Ulrichs kam es erneut zu einer Erbteilung zwischen den drei Geschwistern. Woringen wurde je zur Hälfte zwischen Korona und den beiden Brüdern geteilt. Die Vormünder der Brüder verkauften jedoch die Hälfte von Woringen an Korona.

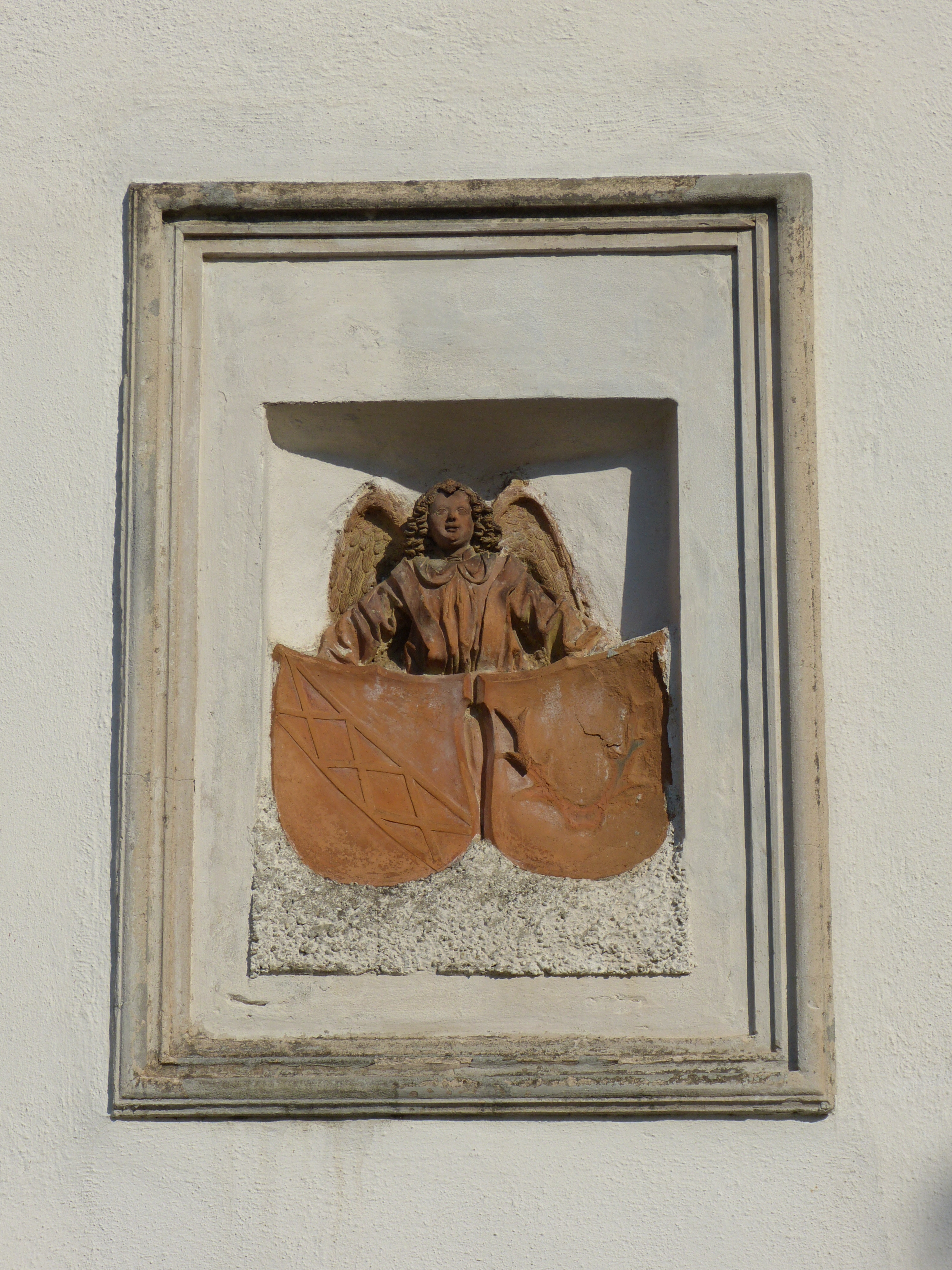
Wappen des Stifterehepaares Ludwig von Rothenstein und Jutta von Hürnheim am Kollegiatstift in Bad Grönenbach

Die beiden Brüder vergrößertem im Laufe der Zeit ihren geerbten Familienbesitz. Im Jahr 1428 waren beide Lehensherrn von Gütern in Fischers, zur Kuppel und in Hochholz, die alle zu Altusried gehörten. Des Weiteren erwarben beide alle Rechte an der Hälfte von Pfosen bei Dietmannsried und 1433 zwei Häuser mit Grundstücken in Grönenbach. Im Jahr 1440 nahmen Thomas und Ludwig eine Güterteilung vor. Die Burg Kalden, das Patronat und die Kirche in Altusried behielten beide gemeinschaftlich. Thomas hatte seinen Sitz in Altusried und Ludwig in Grönenbach. Ludwig von Rothenstein erwarb 1446 von Hans von Stein zu Ronsperg den Burgstall in Theinselberg samt Gericht, Zwing und Bännen. Bevor Thomas von Rothenstein zwischen 1471 und 1473 verstarb, konnte er weiter Vermögen und Besitz aufbauen. So erwarb er 1469 ein Gut in Straifen, die Lehenschaft zweier Güter bei Altusried und eines in Kimratshofen. Da er kinderlos starb, vermachte er alle seine eigenen und lehnbaren Besitzungen seinem Bruder Ludwig, der selbst weitere Güter, Rechte und Lehen unter anderem in Zell (1460), Herbisried (1477) und Minderbetzigau (1478) erwarb. Von Herzog Sigmund von Österreich erhielt Ludwig 1465 die Herrschaft Theinselberg als Lehen. Des Weiteren besaß Ludwig die Burg Leonstein in Kärnten. Auf dieser Burg weilte Ludwig, als sein Bruder Thomas starb. Ludwig von Rothenstein war Mitglied der Adelsgesellschaft vom Fisch und nahm an insgesamt fünf Turnieren in Heidelberg, Landshut und Ingolstadt teil. Als er aus Altersgründen selbst nicht mehr an den Turnieren teilnehmen konnte, überließ er den Turnierzug seinen Vettern. Vermählt war Ludwig mit Jutta von Hürnheim, die Ehe blieb kinderlos. Aus diesem Grund stiftete seine Ehefrau Jutta im Jahr 1471 eine ewige Messe in der Kirche zu Grönenbach. Dieser Stiftung überließ sie 500 rheinische Gulden, die sie als Morgengabe von Ludwig erhalten hatte. Seiner Ehefrau folgend errichtete Ludwig ebenfalls eine Stiftung in Grönenbach und gründete ein Spital. Das 1479 neuerbaute Haus sollte der Aufnahme armer Leute und der Verpflegung von Pilgern dienen. Die Urkunde der Stiftung, die mit Wissen seiner Verwandten Heinrich von Freiberg, der Brüder Heinrich und Konrad von Pappenheim und Burkhards von Freiberg errichtet wurde, trägt das Siegel des Ritters Georg von Rechberg-Hohenrechberg. Nur acht Tage später wurde mit Zustimmung der vorher genannten Personen die Urkunde gefertigt, mit der die Kirche St. Philipp und Jakob als Kollegiatstift für zwölf Laienpriester erhoben wurde. Diese Stiftung wurde noch im gleichen Jahr 1479 vom Augsburger Bischof Johann II. von Werdenberg bestätigt. Wenige Jahre nach Errichtung der Stiftungen starb Ludwig von Rothenstein am 8. Mai 1482 auf seiner Burg Leonstein in Kärnten. Sein Leichnam wurde nach Grönenbach überführt und dort, auf vorherige Weisung Ludwigs, ohne Helm und Schild bestattet. Da Ludwig kinderlos verstarb und sich mit seinen rothensteinischen Verwandten nicht gut verstand, vermachte er seinen eigenen Besitz und seine Lehen der Orte Theinselberg, Grönenbach, Rothenstein und Kalden seinem Neffen Heinrich von Pappenheim, dem Sohn seiner Schwester Korona, der noch im gleichen Jahr verstarb und es wiederum seinen Söhnen vermachte. Damit ging die Herrschaft Grönenbach an die Pappenheimer über.

#### Rothenstein-Rotenstein

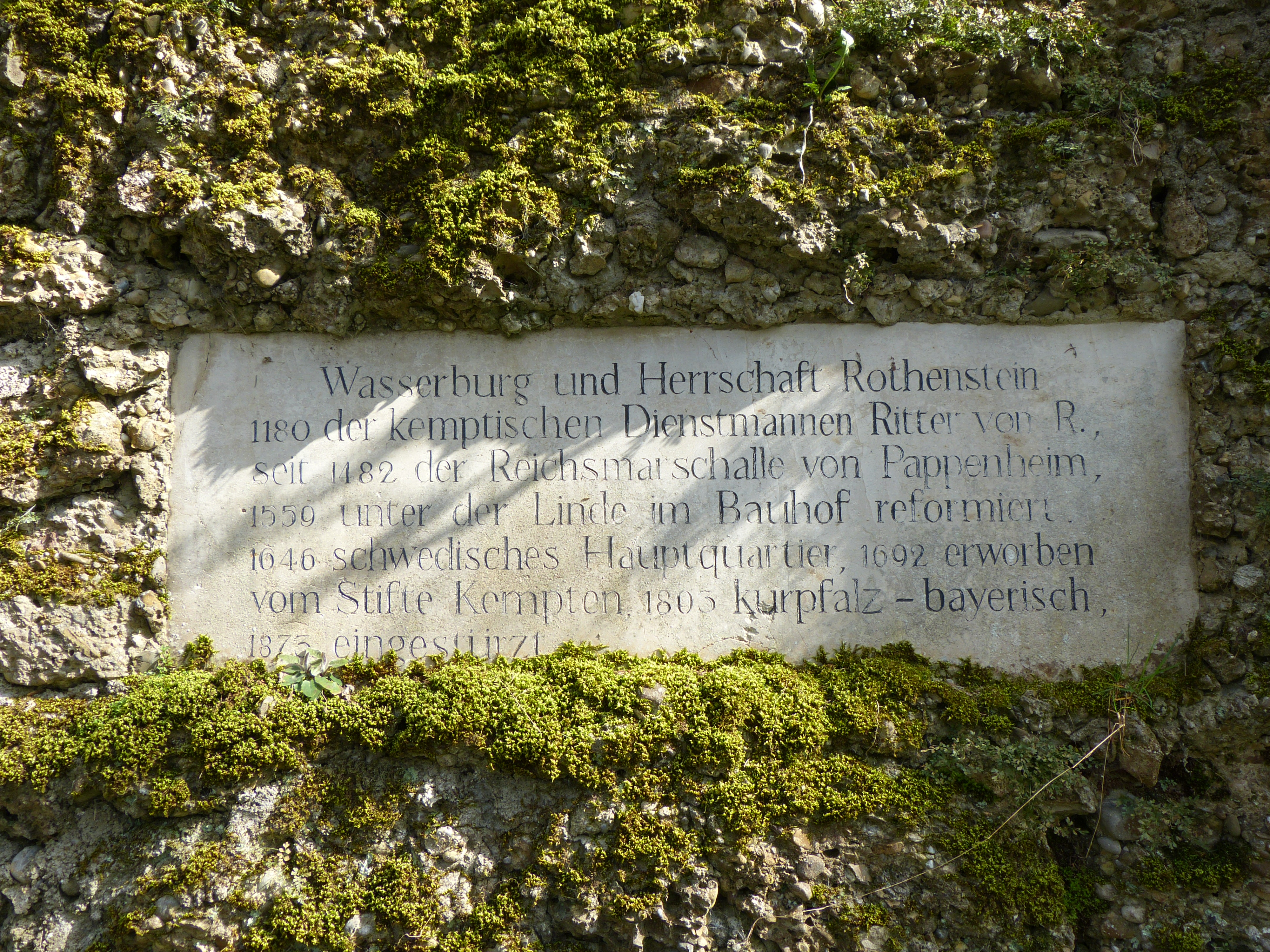
Inschriftentafel in der Ruine Rothenstein. Entgegen der Inschrift war die Burg jedoch nie eine Wasserburg.

Nach dem Tod Ludwigs des Alten erhielt sein Sohn Heinrich von Rothenstein die Stammburg Rothenstein. Zwischen 1370 und 1373 erwarb Heinrich noch weitere Güter in und um Grönenbach. Gemäß dem Urteil des Landgerichts der Grafschaft Marktstetten erhielt Heinrich noch den Kirchensatz und den Zehnten zu Erolzheim samt allen Leuten und Gütern zuerkannt, die der Juncker Wigulais von Erolzheim hinterlassen hatte. Nach Heinrich kam sein Sohn Konrad in den Besitz von Rothenstein. Dieser vermachte seinen Besitz den Kindern Korona aus erster Ehe und Thomas und Ludwig aus zweiter Ehe jeweils zu einem Drittel. Die Erbfolge und die Aufteilung des Erbes führte zu Streitigkeiten zwischen den Geschwistern und Haupt von Pappenheim, dem Gemahl Koronas. Ein Schiedsgericht entschied 1409 über die Aufteilung des Erbes. Die Burg kam dadurch 1409 an die beiden Geschwister und fiel nach dem Tod von Thomas an Ludwig. Beide Geschwister waren zu dieser Zeit noch minderjährig, wodurch ihr Vormund und Onkel Ulrich die Besitzungen bis zu seinem Tod 1414 verwaltete. Dieser vermachte 1482 alle seine Güter und somit die Burg Rothenstein seinem Neffen Heinrich von Pappenheim. Die rothensteinischen Verwandten, unter anderem Arbogast und Achar, waren mit dieser Erbregelung nicht einverstanden und zogen gegen die Pappenheimer wiederholt ins Feld. Der Rechtsstreit um das Erbe wurde 1508 mit einem Urteil der Regierung in Innsbruck beigelegt. Die Rothensteiner erhielten die gleichnamige Burg zurück, das andere Erbe verblieb bei den Pappenheimern. Den Rothensteinern gehörte ihre Stammburg nur wenige Jahre, denn bereits 1514 sahen sie sich gezwungen, die Burg an die Pappenheimer zu verkaufen. Damit endete das Kapitel der Rothensteiner auf ihrer Stammburg endgültig.

#### Rothenstein-Woringen-Zell

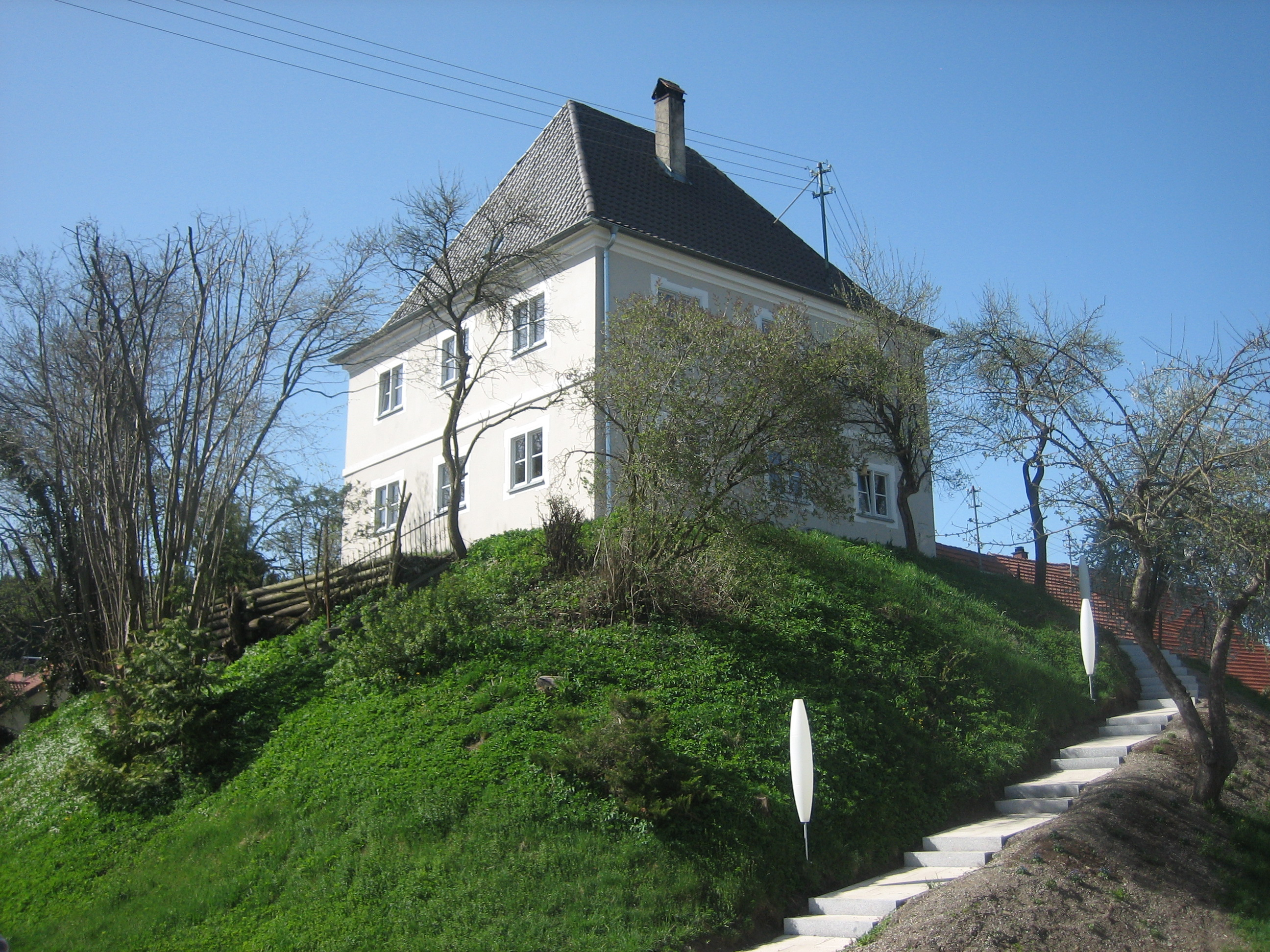
Standort der Unteren Burg in Woringen

Friedrich, der Bruder Ludwigs des Alten, hatte seinen Sitz auf der Unteren Burg in Woringen. Er trat im Jahr 1330 als Zeuge einer Verschreibung von Margaretha, der Ehefrau Bertholds von Aichheim auf, die diese von ihren Verwandten erhielt. Zusammen mit seinem 1344 hingerichteten Bruder Konrad verkaufte er 1335 an Bürger von Kempten einen Hof in Lenzfried. Friedrich veräußerte weitere fünf Güter in Holzgünz 1339 dem Heilig-Geist-Spital in Memmingen. Sein Sohn Konrad erhielt 1350 das Altargefälle der Pfarrkirche in Woringen vom Abt Heinrich aus Ottobeuren verliehen. Er verstarb jedoch schon ein Jahr später, 1351. Auf Konrad folgte sein Bruder Hugo (oder Hug) als Patronatsherr der Pfarrkirche in Woringen mit den Altargefällen. Wann Hugo verstarb, ist der Literatur nicht eindeutig zu entnehmen, J. Sedelmayer gibt das Jahr 1417 an, während Johann Baptist Haggenmüller berichtet, dass der Abt Johann V. Schedler des Klosters Ottobeuren von Hugo von Rothenstein einen Nachweis seiner Rechte an der Kirche in Woringen einforderte und Hugo am 28. Mai 1418 in der Spitalkirche in Memmingen vor dem Abt darauf verzichtete. Friedrich, der im Besitz des Weilers Wagsberg war, verkaufte diesen 1351 dem Kloster Roth.
Die beiden Söhne Joß und Wilhelm des Friedrich von Rothenstein erbten seinen Besitz in Woringen mit der Unteren Burg. Joß, der den Beinamen „der Verschwender“ trug, und sein Bruder Wilhelm überließen den gesamten Besitz in Woringen sowie ihre geerbten Güter und Leute in Wolfertschwenden, Dießlings, Ziegelberg, Seefeld, Herbisried, Binwang und in weiteren Orten ihrem Onkel Heinrich von Rothenstein-Babenhausen. Diese Besitzübertragung fand mit Zustimmung des Fürstabtes zu Kempten statt. Beide Söhne behielten nur den Kirchensatz zu Ebersbach und die Lehen der dortigen Kirche. Ein Jahr später, 1374, übergab Joß seinen Widumhof in Albrechts zu Gunsten seines Vetters Ludwig der Jüngere von Rothenstein dem Stift Kempten. Joß geriet in der Folge in Geldnot, verließ seine Söhne Burkhard, Gerwig und Konrad sowie seine weiteren Kinder und ging ins Ausland, wo er verschollen ist. Ihr Onkel Haug von Rothenstein, ein Bruder des Joß, nahm sich nach dessen Weggang der Kinder an. Heinrich von Rothenstein-Babenhausen verstarb bald nach der Besitzübertragung von 1373 kinderlos, dadurch kam sein Großneffe Ulrich von Rothenstein in den Besitz von Woringen.
Korona von Rothenstein, die Tochter Konrads von Rothenstein und Nichte Ulrichs, war in Woringen mit Marschall Haupt von Pappenheim vermählt. Nach dem Tod ihres Vaters Konrad kamen Korona und Marschall Haupt von Pappenheim bei der Erbteilung mit ihren Brüdern im Jahr 1409 zu weiteren Besitzungen. Dies waren nahezu alle Güter links der Iller und die Burg Kalden bei Altusried. Den Großteil dieser geerbten Besitzungen veräußerten beide bereits 1412 für 5350 Pfund an Thomas und Ludwig von Rothenstein und deren Vormund Ulrich. So kamen die Burg Kalden samt zugehöriger Leute und Güter an die beiden Brüder. Ausgenommen davon waren die Kirchen, der Kirchensatz und das Vogtrecht sowie alle weiteren Besitzungen in Kimratshofen. Der Bauhof in Kalden, der Zehnte des Dorfes und Pfarrei Altusried verblieben bei Korona und Marschall Haupt von Pappenheim. Als Ulrich von Rothenstein verstarb, wurde dessen Erbe 1414 zwischen Korona, Thomas und Ludwig aufgeteilt. Die beiden Brüder erhielten den halben Teil von Berg sowie Burgstall, Dorf und Feste in Woringen. Vertreten wurden die beiden Brüder von ihren Vormündern Heinrich von Eisenburg und Haug von Rothenstein. Korona erhielt die andere Hälfte von Berg und Dorf Woringen und erwarb von den Vormündern ihrer beiden Geschwister noch deren Anteil an Woringen als Eigentum. Korona und Marschall Haupt von Pappenheim blieben jedoch nicht lange im gesamten Besitz von Woringen. Schon 1417 veräußerten beide ihren Besitz als kemptisches Mann- und Frauenlehen an Rudolf Möttelin, einem Bürger von Ravensburg, und dessen Söhne Klaus und Ruf. Die anderen Nachkommen aus der rothensteinischen Linie zu Woringen verarmten.

#### Rothenstein-Falken-Ittelsburg
Haug von Rothenstein und sein Neffe Gerwig, ein Sohn des Joß, erwarben im Jahr 1410 das Dorf und die Burg in Ittelsburg von Abt Eggo Schwab von Ottobeuren. Haug vermachte später seinen Anteil an der Burg und dazugehörigen Gütern an Gerwig. Dieser war mit Cecilia von Adelshofen vermählt, aus der Ehe ging ein gleichnamiger Sohn Gerwig hervor. Bis zum Jahr 1437 blieben Gerwig und Cecilia im Besitz der Feste Ittelsburg. In diesem Jahr veräußerte Gerwig mit Wissen seiner Ehefrau und seines Sohnes die Feste Ittelsburg an Konrad den Jüngeren von Rothenstein für 400 rheinische Gulden. Das Dorf Ittelsburg ohne die Burg auf dem Falken verkaufte der Rothensteiner an Konrad Leutkircher, der das Dorf seinerseits 1426 an Diepold Zwicker verkaufte. Die bürgerlichen Familien Dodel, Vogt und Riedmüller wurden 1487 mit der Burg und dem Burgstall belehnt. Heinrich von Rothenstein, ein Neffe von Konrad dem Jüngeren, erwarb 1492 von Christian Vogt zu Kempten und Martin Vogt zu Staufen den Berg und den Burgstall von Ittelsburg. Dazu gehörte die auf der nördlichen Spitze des Falken neu erbaute Burg, genannt der Falk. Heinrich, mit der Aussicht auf das umfangreiche Erbe seines Verwandten Ludwig von Rothenstein, unternahm in den letzten Lebensjahren Ludwigs mehrere Versuche, sich mit diesem zu versöhnen. So reiste Heinrich zu Ludwig auf dessen Burg Leonstein in Kärnten und bat um einen Turniergang in Würzburg, den Ludwig jedoch bereits an seine anderen Verwandten Arbogast von Freiberg und Burkhard von Ellerbach vergeben hatte. Auf einem Turnier in Heidelberg im Jahr 1481 geriet Heinrich mit Alexander von Pappenheim und Burkhard von Ellerbach in Streit, da beide Heinrich den Turniergang nur gestatten wollten, wenn dieser zusammen mit seinen Brüdern auf das Erbe Ludwigs verzichtete, was Heinrich zurückwies. Ludwig vererbte seinen gesamten Besitz nach seinem Tod 1482 seinem Neffen Heinrich von Pappenheim. Nach dem Tod Heinrichs von Rothenstein war Gangolf Herr auf der Burg Falken, ihm folgte nach seinem Tod sein Bruder Achar von Rothenstein, der seinerseits seinem Sohn Johann (Hans) den Besitz vermachte. Der letzte Besitzer der Feste Ittelsburg, Johann (Hans) Heinrich von Rothenstein, starb im Jahr 1562. Die Burg vererbte er seinem Schwager Christoph von Bollstadt, der mit seiner Schwester Anna von Rothenstein vermählt war. Johann (Hans) Heinrich von Rothenstein war der letzte männliche Vertreter des rothensteinischen Adelsgeschlechtes, das mit seinem Tod 1562 ausstarb.

#### Rothenstein-Ebenhofen
Die Linie Rothenstein-Ebenhofen beginnt im 15. Jahrhundert, als die beiden Brüder Konrad und Ulrich von Rothenstein am 6. Januar 1415 mit dem Wasserschloss in Ebenhofen belehnt wurden. Beide erbten es von ihrem Vetter Hans Schad, der das Lehen vom Stift Kempten besaß. Das Wasserschloss befand sich nordöstlich der Pfarrkirche St. Peter und Paul und ist nicht mehr vorhanden. Ein eingetragenes Bodendenkmal weist auf den ehemaligen Standort hin. Konrad der Ältere, der Vater der beiden Brüder, überließ ihnen und ihrem weiteren Bruder Kaspar aus erster Ehe am 30. März 1417 ein Haus und den Weiher in Ebenhofen. Den Söhnen Wilhelm und Georg aus seiner zweiten Ehe und ihm selbst überließ er den Sitz in Albrechts, einem Ortsteil der Gemeinde Günzach bei Obergünzburg. Da seine beiden Söhne aus zweiter Ehe kinderlos verstarben, fiel der Besitz in Albrechts schon 1465 wieder an die Ebenhofener Linie zurück. Konrad der Jüngere war in Mindelheim bei Herzog Ulrich von Teck in Diensten. Bereits 1422 und noch 1439 war er Pfleger in Hochstädt. Von Gerwig von Rothenstein erwarb er 1437 die Feste Ittelsburg. Konrad war in erster Ehe mit Margareta von Ostheim und in zweiter Ehe mit Siguna Marschalk vermählt, wobei beide Ehen kinderlos blieben. Die Linie der Rothenstein in Ebenhofen wurde somit von seinem Bruder Ulrich fortgesetzt, der um 1425 vom Augsburger Bischof Peter von Schaumberg mit jeweils einem Hof in Hummeratsried und Hiemenhofen belehnt wurde. Er war mit Christine von Thürheim vermählt und verstarb wohl 1481. Sein Sohn Georg (Jörg) trat in das Stift Kempten ein. Die anderen drei Söhne Andreas, Heinrich und Ulrich teilten sich die Besitztümer ihres Vaters in Ebenhofen und Albrechts nach dessen Tode auf. Andreas war Vogt in Marktoberdorf und begründete für kurze Zeit eine eigene Linie in Hummeratsried, die jedoch mit seinem Sohn Wilhelm wieder ausstarb. Der andere Sohn Heinrich war 1490 Pfleger in Tarasp und erwarb 1492 die Feste Ittelsburg mit der dort erbauten neuen Burg, der Falk. Er nahm dort seinen Sitz und führte die Linie Rothenstein-Falken-Ittelsburg neben der Linie Rothenstein-Ebenhofen fort. Sein vierter Sohn Ulrich hatte seinen Sitz in Ebenhofen, war niemals vermählt und verstarb kinderlos um das Jahr 1508. Er stiftete im Jahr 1500 in Ruderatshofen und 1507 in Ebenhofen Jahrtage für sich und seine Verwandten. Von den fünf Söhnen, die Heinrich zusammen mit seiner Ehefrau Kleopha von Hasberg hatte, verstarben Diepold, Ludwig und Arbogast vor ihrem Vater. Das Erbe Heinrichs teilten sich die beiden noch lebenden Söhne Gangolf und Acharius unter sich auf. Von Gangolf ist nach 1510 kein Nachweis mehr überliefert. 1497 verkaufte Heinrich zusammen mit seinem Bruder Ulrich den Sitz in Ebenhofen mit Weiher, Stadel, Bauhaus, Garten und Bauhof an König Maximilian für 1500 rheinische Gulden. Die Rothensteiner behielten ihren Sitz bei Ebenhofen so lange, bis die Summe bezahlt war. Dafür erhielten sie jährlich 50 Gulden Pflegegeld als Abschlag auf die Kaufsumme. Auf kaiserlichen Befehl überließen Acharius und Gangolf am 8. Oktober 1508 die bereits 1497 verkauften Besitzungen gegen Bezahlung der Summe an Konrad Fuchs. Unabhängig vom Verkauf durch ihren Vater hatten die Rothensteiner weiterhin größeren Grundbesitz in Ebenhofen. Acharius bewohnte das neuerbaute Schloss bei Ittelsburg und vermachte 1527 seinen Besitz seinen beiden Söhnen Wilhelm und Johann (Hans) Heinrich von Rothenstein.

#### Weitere Besitzungen
In Linsen, einem Ortsteil der Gemeinde Waltenhofen im Landkreis Oberallgäu, waren die Rothensteiner im 14. Jahrhundert Herren der Ortschaft und Burg. Im Jahr 1355 wurde ein Johann (oder Hans) von Rothenstein urkundlich erwähnt. Bereits gegen Ende des 14. Jahrhunderts ging der Besitz den Rothensteinern wieder verloren.

## Votivtafel
In der Kirche St. Jakobus in Ruderatshofen im Landkreis Ostallgäu befindet sich an der nördlichen Chorwand eine Votivtafel der Rothensteiner. Das Ölgemälde wurde circa 1520 auf Holz gemalt und ist 3,10 m lang und 1,10 m hoch. Der einfache Holzrahmen des Gemäldes wurde um 1620 geschaffen. Gemalt wurde die Votivtafel vermutlich im Auftrag des Acharius von Rothenstein. Im Laufe der Zeit wurde die Tafel stark übermalt. Angefertigt wurde sie wahrscheinlich in Erinnerung an die Rothensteiner, welche in der Kirche einen Jahrtag gestiftet hatten, zumindest sind nur diese und ihre unmittelbaren Nachfahren darauf abgebildet.
Die Votivtafel zeigt links den Leichnam Jesu Christi nach der Kreuzabnahme in den Armen seines Lieblingsjüngers, während er von Maria beweint wird. Von dieser Szene nach rechts folgen, der Szenerie mit Jesus, dem Jünger und Maria zugewandt, die Rothensteiner. Dargestellt sind acht Ehepaare mit ihren Kindern. Im unteren Bereich werden die Ehepaar mit ihren Wappen gezeigt. Spruchbänder über den Personen, mit einer Ausnahme am rechten unteren Bereich, ermöglichen ihre Identifikation. Den Anfang machen Heinrich von Rothenstein und seine Ehefrau Elsbeth (Elisabeth) zusammen mit ihrer Tochter. Heinrich hat im Jahr 1380 gemäß dem Jahrzeitbuch der Pfarrei Ruderatshofen einen Jahrtag gestiftet. Danach folgt Ludwig von Rothenstein, der 1387 einen Jahrtag gestiftet hat, mit seiner Ehefrau Adelheid. Im Anschluss daran folgen Rothensteiner, die alle der Ebenhofener Linie zuzuordnen sind, beginnend mit Konrad dem Jüngeren und seinen beiden Ehefrauen Margarete von Ostheim und Siguna Marschalk. Ihnen folgt sein Bruder Ulrich von Rothenstein mit seiner Ehefrau Christina (oder Christine) von Thürheim. Hinter ihnen sind die gemeinsamen Söhne Heinrich und Andreas dargestellt. Das nächste Ehepaar ist Heinrich von Rothenstein und seine Ehefrau Kleopha von Habsberg mit ihrem schwarzweiß gevierten Wappen mit gelbem Querbalken. Ihnen folgt ihr Sohn Acharius von Rothenstein mit seiner Gemahlin Apollonia Burggraf von Burtenbach (zu erkennen am zweigeteilten Wappen, oben auf weißem Hintergrund ein Adler, unten rot). Auf Acharius folgt sein Onkel Andreas von Rothenstein mit seiner Frau Agathe Schindelin, deren Wappen auf blauem Grund einen gelben Hirsch mit roter Zunge zeigt, und ihr gemeinsamer Sohn Wilhelm, vermählt mit einer von Essendorf. Am rechten unteren Rand ist Hans Heinrich von Rothenstein zu sehen, ein Sohn des Acharius und der letzte männliche Vertreter des Adelsgeschlechtes der Rothensteiner.

## Epitaphe

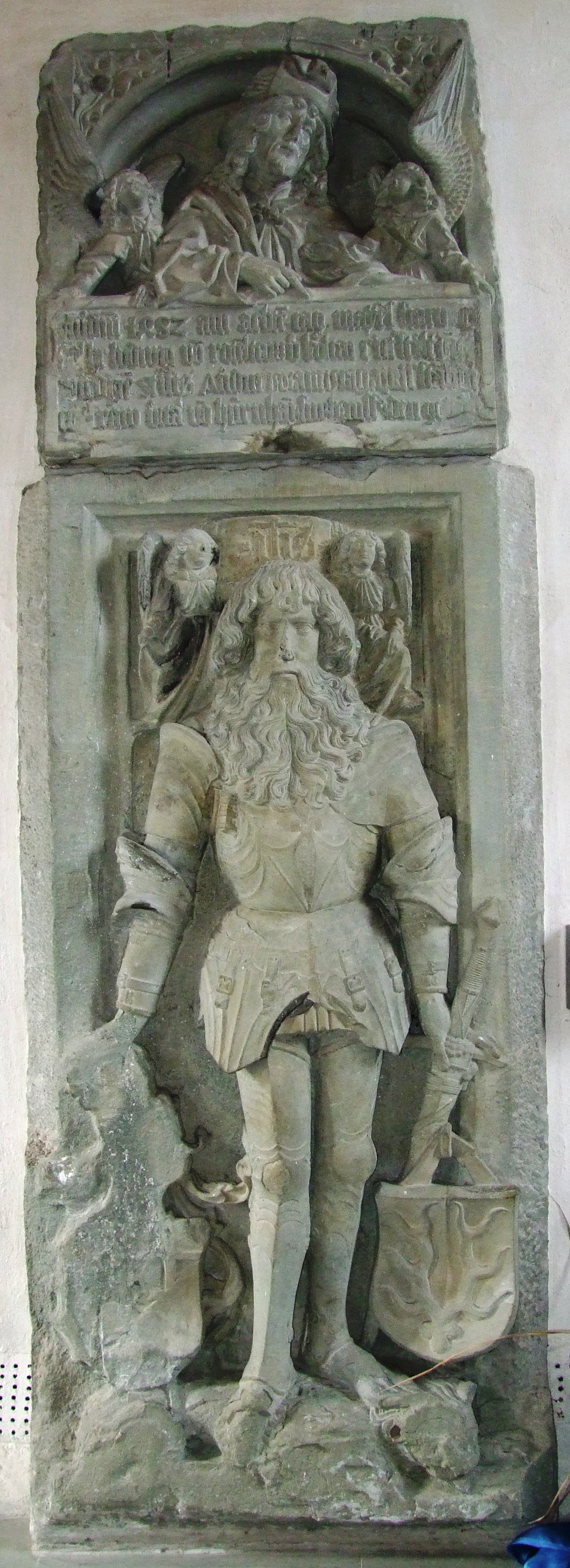
Epitaph Ludwig von Rothensteins

Von Ludwig von Rothenstein († 8. Mai 1482) existiert ein Sandsteinepitaph in der Stiftskirche St. Philipp und Jakob in Bad Grönenbach. Das Epitaph wird dem aus Memmingen stammenden Künstler Niklas Türing dem Älteren zugeschrieben. Es trägt die Inschrift:

„Ao Dmi 1482 am achte(n) tag mayes starb der edl. He(r) Ludwig vô rotêstain u. leostain ritt(er), stift(er) dis würdigè stifts. Anno Dmni 1501 am 15 tag april sta(r)b die edl fraw iutta vô hirnhaim sun haus fraw. den got gnad“

„Im Jahre des Herrn 1482 am 8. Mai starb der edle Herr Ludwig von Rothenstein und Leonstein, Ritter, Stifter dieses würdigen Stifts. Im Jahre des Herrn 1501 am 15. April starb die edle Frau Jutta von Hürnheim, seine Hausfrau. Denen Gott gnädig sei.“

Unterhalb der rechten Hand des Dargestellten befindet sich das Wappen der Rothenstein und unter seiner linken das Wappen derer von Hürnheim. Grabplatten von Andreas von Rothenstein († 1490) und Heinrich von Rothenstein († um 1500) befanden sich in der Pfarrkirche St. Jakobus in Ruderatshofen. Diese bereits sehr stark ausgetretenen Grabplatten wurden bei einer Restaurierung Ende des 19. Jahrhunderts entfernt.

## Wappen
Das weiße Wappen der Rothensteiner zeigt einen rot, teilweise gelb, bordierten Schrägbalken mit gelbem Gitter. Ein schwarzer Glockenhut befindet sich auf dem Kübelhelm. Darüber sitzt eine weiße Wollkugel. Andere Darstellungen zeigen das Wappen mit Stechhelm oder Spangenhelm, mit schwarzem Kegelhut und weißer Kugel. Die wohl älteste Darstellung des Rothensteiner Wappens findet sich in der Zürcher Wappenrolle von 1330 bis 1345.

### Historische Wappenbilder

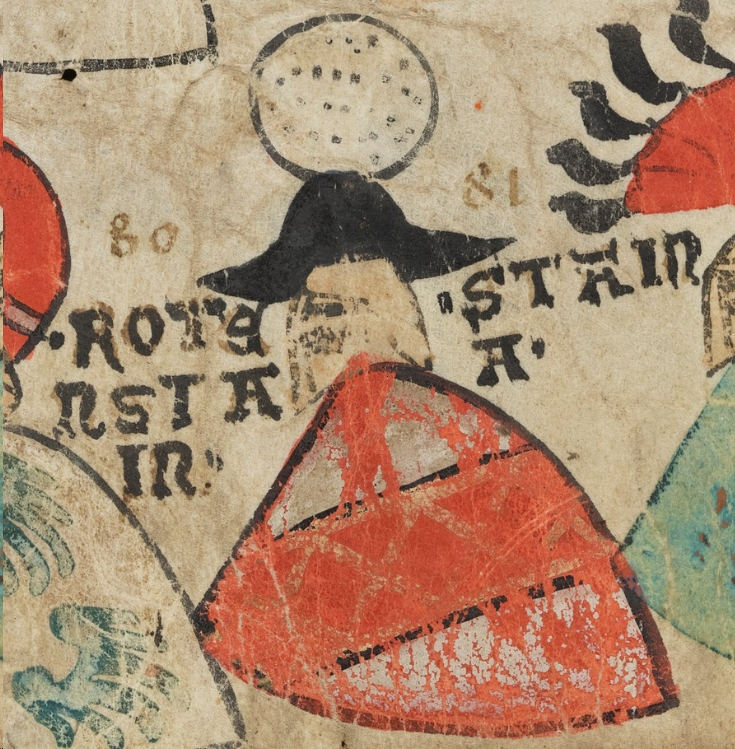
Wappen in der Zürcher Wappenrolle, 1330–1345
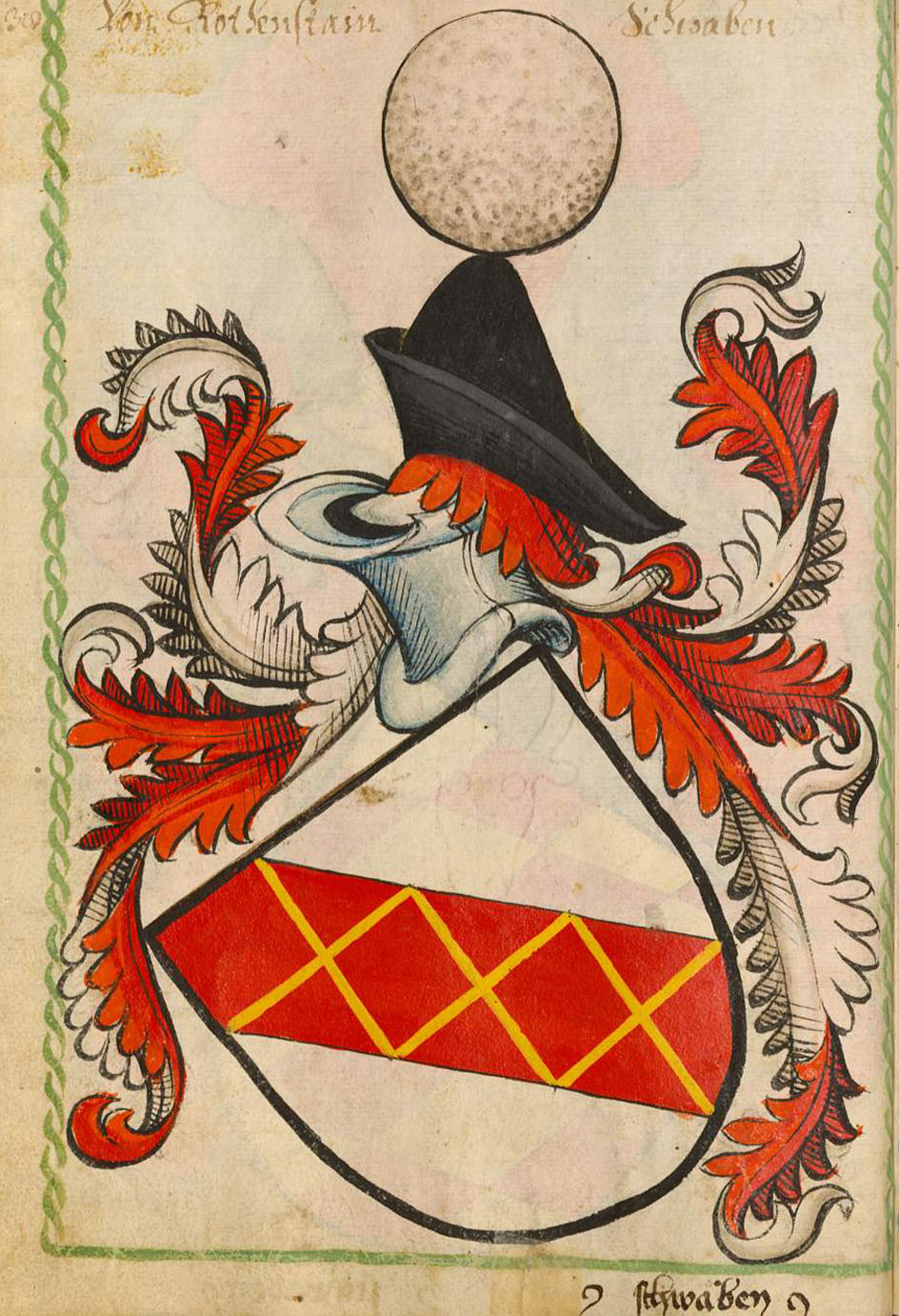
Scheibler’sches Wappenbuch, älterer Teil (1450 – 1480)
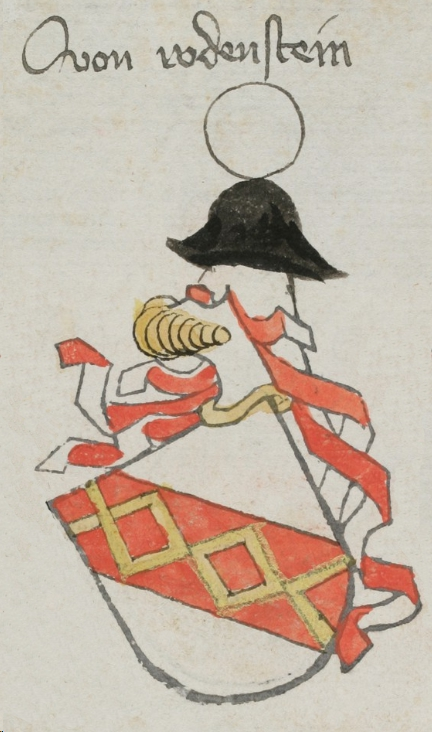
Wappen im Wappenbuch des St. Galler Abtes Ulrich Rösch, 15. Jahrhundert
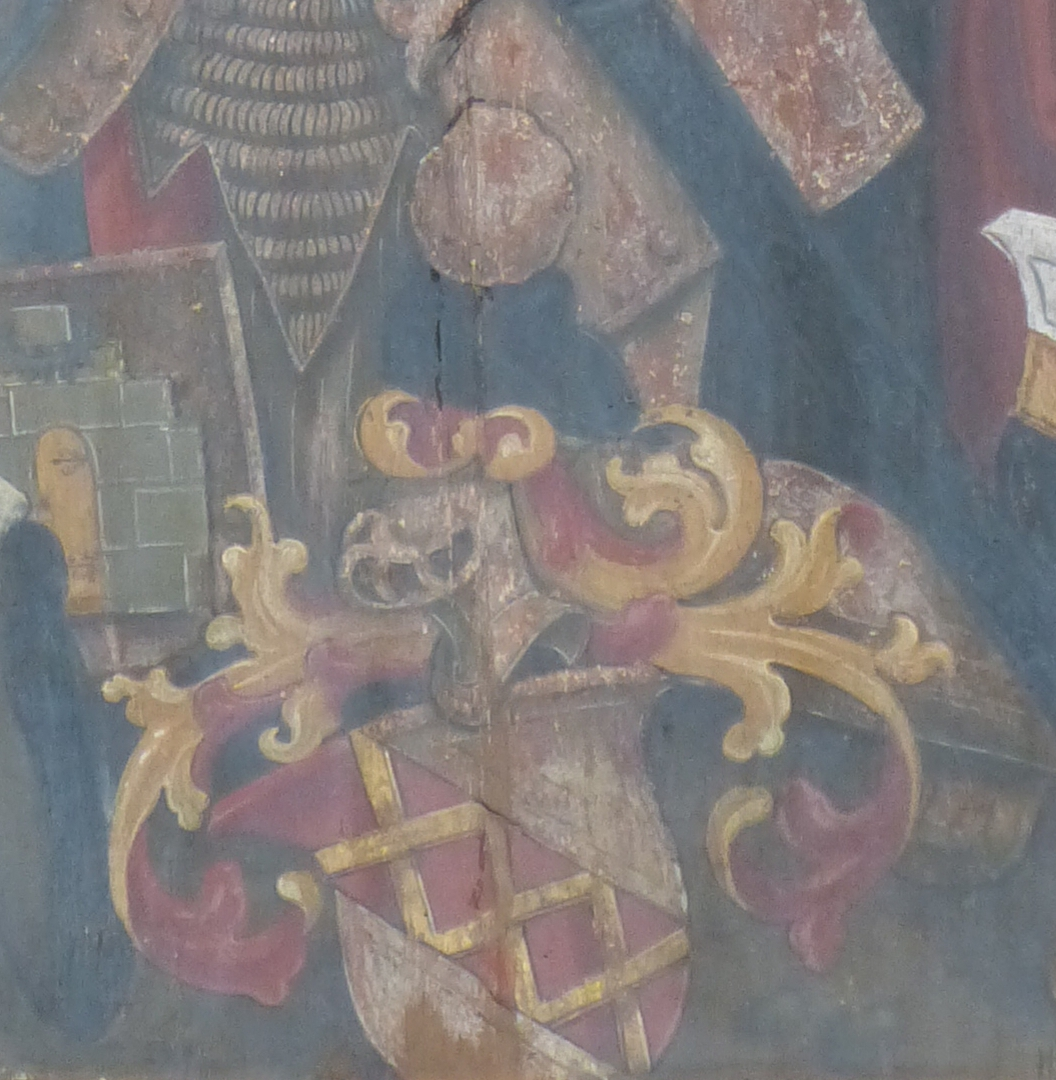
Wappen auf der Votivtafel der Rotenstein in der Kirche St. Jakobus, Ruderatshofen (Bayern) (circa 1520)
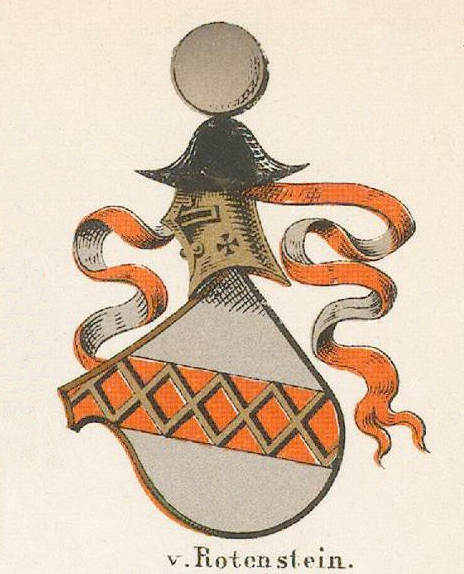
Wappen in Der Ausgestorbene Adel von Stadt und Landschaft Zürich, Jean Egli, Zürich, 1865, Tafel XXVII

### Ortswappen mit Rothensteiner Elementen

Wappen der Gemeinde Ruderatshofen im Landkreis Ostallgäu

## Stammtafel

### Linie des Ludwig dem Alten von Rothenstein
Der folgende Stammbaum zeigt die Linie von Ludwig dem Alten von Rothenstein. Dies ist eine von zwei genealogischen Hauptlinien, in welche sich das Rothensteiner Adelsgeschlecht gesplittet hat. Im Stammbaum sind nur dann Wappen eingefügt, wenn es sich nicht um Rothensteiner handelt.
| Konrad Rizner von Memhölz (* 1339; † 1355) |

| Adelheid von Isenburg |

| Hans Rizner von Memhölz (≈ 1391) |

| Ursula von Hattenberg |

| Hildegard von Freundsberg (Frundsberg) |

| Haupto II. Graf von Pappenheim (* 1380; † 1439) |

| Jutta von Hürnheim († 15. April 1501) |

| Hans VI. von Fraunberg Freiherr zu Haage |

| Anna von Pappenheim |

| Johann (Hans) von Pappenheim |

| Conrad III. von Pappenheim († 14. April 1482) |

| Dorothea v. Laber |

| Margret (Margareta) von Pappenheim |

| Wolfgang von Preysing |

| Heinrich XI. von Pappenheim († 1482) |

| Anna von Abensberg |

### Linie des Friedrich von Rothenstein
Der folgende Stammbaum zeigt die Linie von Friedrich von Rothenstein. Dies ist eine von zwei genealogischen Hauptlinien, in welche sich das Rothensteiner Adelsgeschlecht gesplittet hat. Im Stammbaum sind nur dann Wappen eingefügt, wenn es sich nicht um Rothensteiner handelt.
| Cecilia von Adelshofen |

| Edle von Schwendi |

| von Riedheim |

| Christin[a/e] von Thürheim |

| Agathe Schindelin |

| von Essendorf |

| Kleopha von Habsberg (Hapsberg) |

| Hans von Hallwyl (* um 1433/1434; † 19. März 1504) |

| Ditrich von Hallwyl |

| Apollonia Burggraf von Burtenbach |

| Christoph von Bollstadt († 1572) |

Anna von Rothenstein, die Tochter des Acharius von Rothenstein und seiner Gemahlin Apollonia Burggraf von Burtenbach, wird in der Literatur bei Alfred Schröder Das Bistum Augsburg historisch und statistisch – Das Landkapitel Oberdorf von 1906–1910 als Gemahlin des Christoph von Bollstadt genannt, während das Max-Planck-Institut für Geschichte in Germania Sacra – Historisch-statistische Beschreibung der Kirche des Alten Reichs – Die Bistümer der Kirchenprovinz Mainz – Das Bistum Konstanz – Das Zisterzienserinnenkloster Wald von 1992, sie als Äbtissin des Klosters Wald aufführt. Ob es sich um die gleiche Person oder zwei Schwestern gleichen Namens handelt, geht daraus nicht eindeutig hervor.

## Einzelnachweise

Staatliche Archive Bayerns